# Extorsión telefónica
La extorsión telefónica es un tipo de fraude que consiste en utilizar la intimidación a través de comunicaciones telefónicas para extosiornar a la víctima, usualmente simulando un secuestro o una venta de protección. Se ha vuelto común desde el año 2001 con el impulso masivo de los teléfonos celulares. Se calcula que cada extorsionador hace un aproximado de siete mil llamadas al mes actualmente.
Al principio afectaba más a personas con familiares en el extranjeros o ausentes y su modalidad consistía en engañar al familiar identificándose con un policía, médico o agente aduanal pidiendo dinero para sacar de la cárcel, pagar una multa o tratamiento médico de la supuesta víctima. En muchos casos se conocía a las víctimas.
Surgieron modalidades mediante el uso de directorio telefónicos por delincuentes que hacen dichas llamadas desde los reclusorios usando celulares. La modalidad de secuestro exprés usa un lenguaje agresivo, a veces simulando la voz del supuesto secuestrado en el que se intenta obligar al pago de un rescate en unas pocas horas. Por lo general los delincuentes dentro de las cárceles tienen ayuda del exterior para completar el fraude.
La llamada la hace una persona que elige al azar al interlocutor. En forma imperiosa y simulando llanto y desesperación, la persona se hace pasar, por ejemplo, por un hijo que se encuentra en otro lado. Entonces la persona empieza a entablar conversación con supuestamente ese familiar y sigue todos las instrucciones que el delincuente decide, le manda el dinero a donde el delincuente indica. 
Si el delincuente es hábil esto se hace en no más de 10 minutos. 
Lo primero que se hace luego de llamar al hijo por teléfono y ahí es cuando se dan cuenta de la extorsión. Sucedido a las 23 horas.

## Extorsión telefónica y fraude telefónico
Dentro de sus variantes existen la extorsión telefónica y fraude telefónico
- Todo empieza cuando una persona extorsiona a la otra diciéndole que tiene a unos de sus familiares cercanos secuestrado o hurtado. Pero en realidad tienen muy cuidada a toda su familia y a veces amenaza con matarlos o hacerles daño si no dan cierta cantidad de dinero. y también donde les prohíben dar parte a las autoridades.
- El otro es el fraude telefónico donde según te informan que has ganado dinero un auto o cualquier cosa de valor diciéndote que debes depositar dinero a una cuenta y en cuestión de horas llega tu premio.

Esto resulta ser falso, pues dichos ladrones solo querían el dinero.

### Ejemplo de extorsión telefónica en Venezuela
Existe también la extorsión por medio de los teléfonos móviles, la información básica personal de la víctima se consigue fácilmente en redes sociales o Internet (nombre, apellido y número del móvil), el modus operandi de los extorsionistas es llamar a las víctimas, con tonos muy agresivos, pedirles cierta cantidad de dinero bajo amenaza de supuestamente conocer sus datos básicos y otras mentiras y así lograr crear miedo en la víctima, el paso después es que con ese dinero se deben comprar (x) cantidad de tarjetas telefónicas de diferentes empresas que prestan este servicio para así ser enviadas por la víctima a los extorsionistas.